# Joe Rosenthal
Joseph John "Joe" Rosenthal, född 9 oktober 1911 i Washington, D.C., död 20 augusti 2006 i Novato i Kalifornien, var en amerikansk fotograf. Rosenthal vann Pulitzerpriset för sin historiska bild av resandet av USA:s flagga på toppen av Mount Suribachi på södra spetsen av Iwo Jima den 23 februari 1945 under slaget om Iwo Jima. Fotografiet blev ett av krigets mest välkända.

## Livet före bilden
Rosenthals föräldrar var ryska judiska immigranter, men han konverterade till katolicismen. Hans intresse för fotografering startade som en hobby i San Francisco i Kalifornien under den stora depressionen, där han bodde med en bror medan han letade efter arbete. Han blev en fotograferande reporter för San Francisco News 1932.
Efter att armén gett honom en frisedel på grund av hans dåliga syn, följde han för Associated Press (AP) räkning med USA:s marinsoldater i några stillahavs-operationer under andra världskriget.

## Fotograferingen på Iwo Jima
Fredagen den 23 februari 1945 vid cirka 13:00, fyra dagar efter att USA:s marinsoldater landstigit på Iwo Jima, gjorde Rosenthal sin dagliga visit till ön med en landstigningsbåt när han fick höra att en flagga restes på toppen av Mount Suribachi, en dominerande vulkan på den södra delen av ön. Efter landstigningen skyndade sig Rosenthal mot berget, medförande sin Speed Graphic kamera som var en pressfotografs standardutrustning vid den tiden. När han kommit halvvägs upp, fick han reda på att flaggan redan var rest. Han fortsatte upp i alla fall för att fotografera den vajande flaggan.
På toppen upptäckte Rosenthal en grupp marinsoldater som höll på att fästa den större flaggan vid en lämplig stång. I närheten stod en annan grupp redo att hala den mindre flaggan i samma ögonblick som den större hissades. Rosenthal tänkte först fotografera båda flaggorna, men beslutade istället sig för att inrikta sig på den grupp som skulle resa den andra, större flaggan.
Den 1,65 m långe Rosenthal staplade några stenar och en sandsäck att stå på, ställde in kamerans bländare på ett värde mellan f/8 och f/11 och ställde tiden på 1/400-dels sekund. I ögonvrån såg han att soldaterna började resa den andra flaggan och han svängde fort upp kameran mot den historiska händelsen - och tryckte på slutarknappen. För att försäkra sig om att ha en användbar bild att skicka till AP, samlade han marinsoldaterna under flaggan.
Bildbyrån skickade bilden i tid för söndagstidningarna att publicera den 25 februari 1945. Många magasin hade med bilden på sina omslag. Bilden väckte omedelbart uppseende och många amerikaner såg fotot som en segersymbol.
Det amerikanska postverket U.S. Postal Service gjorde ett frimärke av bilden. Senare blev bilden en förlaga för det välkända minnesmonumentet United States Marine Corps War Memorial, vardagligen omnämnd som "The Iwo Jima Memorial", vid Arlington i Virginia. En version av minnesmärket står vid Marine Corp Recruit Depot Parris Island i South Carolina.
Bilden sägs enligt ett flertal källor vara den mest reproducerade i fotografins historia.
Efter 11 september-attackerna 2001 blev Rosenthal intervjuad flera gånger sedan Thomas E. Franklin hade tagit en snarlik bild, Ground Zero Spirit, där en flagga restes av tre brandmän vid World Trade Center. Rosenthal och Franklin möttes ett flertal gånger efter händelsen.

## Livet efter bilden
Rosenthal lämnade AP 1945 och blev chefsfotograf och redaktör för Times Wide World Photos. Senare började han på The San Francisco Chronicle, där han arbetade som fotograf i 35 år innan han pensionerades 1981.
Den 13 april 1996 fick Rosenthal utmärkelsen hedersmarinkårssoldat av marinkårens chef Charles C. Krulak.
Rosenthal avled 2006 i en ålder av 94 år på ett servicehem i en förort till San Francisco. Han fick den 15 september 2006 postumt the Distinguished Public Service Medal av United States Marine Corps.

## Hollywoods flaggresning
En film från 2006 med titeln Flags of Our Fathers, regisserad av Clint Eastwood, porträtterar livet för de sex män som reste flaggan efter slaget om Iwo Jima och berör också Rosenthals medverkan i händelserna som ledde till den historiska bilden. Filmen är baserad på bästsäljaren med samma namn.